# 大果鳞毛蕨
大果鳞毛蕨（学名：Dryopteris panda），为鳞毛蕨科鳞毛蕨属下的一个植物种。